# 1e Legerkorps (Wehrmacht)
Het Duitse 1e Legerkorps (Duits: Generalkommando I. Armeekorps) was een Duits legerkorps van de Wehrmacht ten tijde van de Tweede Wereldoorlog. Het korps werd ingezet bij de inval van Polen in september 1939, en daarna overgeplaatst naar het westfront, waar de Duitsers een offensief tegen Frankrijk lanceerden. Het korps nam deel aan de aanval op de Sovjet-Unie in 1941 en vocht in de noord-sector van het oostfront tot het eind van de oorlog. Op dat moment was het in actie in Koerland.

## Krijgsgeschiedenis

### Oprichting
Het 1e Legerkorps werd opgericht in oktober 1934 in Wehrkreis I uit de 1e Divisie van de Reichswehr in Königsberg.

### 1939
Tijdens de aanval op Polen in september 1939 was het korps onderdeel van het 3e Leger als deel van Heeresgruppe Nord. Het 1e Legerkorps, oprukkend vanuit Neidenburg, stootte met de 11e Infanteriedivisie en de Pantserdivisie Kempf slechts vijf kilometer nadat ze de grens ten noorden van Mława waren overgestoken op een uitgebreide defensieve positie waarin de 20e Poolse Infanteriedivisie zich met succes verdedigde. Op 4 september werd Mława ingenomen en het Poolse "Modlin"-Leger moest zich terugtrekken naar de Narew, terwijl het korps in twee dagen naar Ciechanów en Pułtusk optrok. Op 6 september stak het korps de Narew bij Pułtusk over. De 61e Infanteriedivisie voegde zich uit de reserve bij het korps. Op de 8e trokken beide infanteriedivisies op naar het gebied ten noordwesten van Wyszków, waar ze Pools verzet ondervonden. Ondanks voortdurende gevechten werd op de 9e een klein bruggenhoofd over de Westelijke Boeg gevormd. In de rest van de campagne vocht het korps bij Kałuszyn en voor Praga. In oktober werd het korps naar het westen verplaatst.

### 1940
Op 10 mei 1940 vond de opmars door Zuid-Limburg naar Noord-Frankrijk plaats tijdens de veldtocht in het Westen, waarbij het korps achter de fronttroepen als reserve met de 1e en 11e Infanteriedivisies binnen het 6e Leger opereerde en optrok naar Douai. In de tweede campagnefase (Fall Rot) in juni 1940 werd het korps onder het 4e Leger geplaatst. Na doorbraken aan de Somme volgde de vervolging van de Franse troepen over de Seine tot aan de Loire. Na verdedigende taken uitgevoerd te hebben bij het 7e Leger aan de Atlantische kust werd het korps in september 1940 naar Oost-Pruisen verplaatst, naar de Heimat.

### 1941
Op 22 juni 1941 nam het korps deel aan de aanval op de Sovjet-Unie (Operatie Barbarossa) als onderdeel van het 18e Leger. De 1e, 11e en 21e Infanteriedivisies, die onder bevel stonden van het korps, staken de Memel over bij Tilsit. De opmars vond plaats over Tauragė en Kelmė op Šiauliai en verder over naar Westelijke Dvina bij Jaunjelgava. De verdere opmars ging richting het Ilmenmeer en op 14 augustus werd Novgorod bereikt door de 11e en 21e Infanteriedivisies en werd een bruggenhoofd gevormd over de Volchov. De spoorlijn tussen Tsjoedovo en Volchov werd tot 20 augustus onderbroken. In november de opmars over de Volchov naar Gruzino. Na het afbreken van het Tichvinoffensief moest het korps zich rond de jaarwisseling terugtrekken achter de Volchov.

### 1942/43

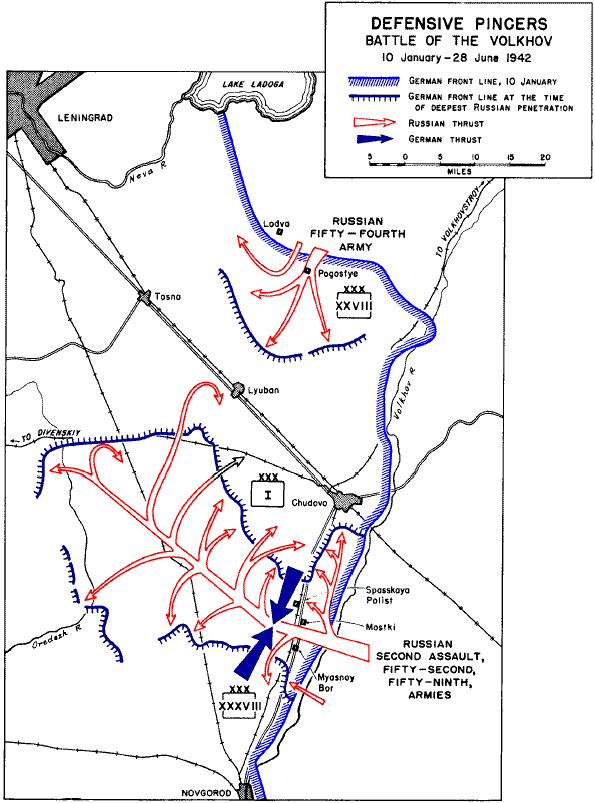
Slag om de Volchov, januari – juni 1942

Vanaf januari 1942 volgden verdere defensieve gevechten langs de Volchov met de 11e, 21e, 254e en 291e Infanteriedivisies tussen het Ilmenmeere en Gruzino. Na de doorbraak van het 2e Sovjet Stoottroepenleger onder generaal Vlasov, vormde zich westelijk van Tsjoedovo de zogenaamde “Volchov-pocket”. Nadat op 19 maart de pocket bij de basis aan de Vlchov afgesneden was, werd samen met het 38e Legerkorps tussen 22 en 28 juni de pocket vernietigd. Na dit succes stabiliseerde het Volchov-front zich tot begin 1944. In oktober 1943 werd het korps van de Volchov teruggetrokken en als reserve aan het 16e Leger ter beschikking gesteld. In december 1943 vocht het korps op de frontboog in het gebied van Nevel.

### 1944/45
Onder druk van het Sovjet-winteroffensief moest het korps in februari 1944 terugtrekken richting Polotsk. Begin juli 1944 leidde de ineenstorting van het 3e Pantserleger in het Vitebsk-gebied tot de noodzakelijke terugtrekking van het korps. Onder druk van het 43e Sovjetleger trok het korps via de noordelijk Dvina-oever terug naar het westen en verdedigde samen met Korps z.b.V. Kleffel de zuidoostelijke toegang tot Daugavpils. Hiervoor beschikte het korps over de 125e, 132e en 205e Infanteriedivisies. Tussen 14 en 18 september 1944 volgde bij het begin van het Sovjet-Baltische Offensief verdedigende gevechten rond Riga tegen troepen van het 2e Baltische Front in het zuidelijke Dvina-bruggenhoofd bij Ķekava. Tijdens het offensief naar Memel vond op 10 oktober de Sovjet-doorbraak naar de Oostzee bij Palanga plaats, waarna het korps in Koerland werd afgesneden met de rest van Heeresgruppe Nord. In oktober 1944 beveiligde het korps met de 11e, 87e en 126e Infanteriedivisies het rechter gedeelte van de Koerland-pocket ten zuiden van Liepāja en nabij Priekule. Er volgden hier vijf grote verdedigingsgevechten tot mei 1945
Het 1e Legerkorps, met de 87e en 225e Infanteriedivisies, capituleerde op 8 mei 1945 tegenover de Sovjets ten zuidwesten van Durbe.

## Bovenliggende bevelslagen
| Leger               | Legergroep                                 | Plaats/regio                               | Begin             | Eind              |
| ------------------- | ------------------------------------------ | ------------------------------------------ | ----------------- | ----------------- |
| 3. Armee            | Heeresgruppe Nord                          | Oost-Pruisen, Narew, Boeg                  | 26 augustus 1939  | 8 oktober 1939    |
| Grenzabschnitt Nord | Heeresgruppe Nord                          | Polen                                      | 9 oktober 1939    |                   |
| 6. Armee            | Heeresgruppe B                             | Nederrijn, Zuid-Limburg, België, Frankrijk | 31 oktober 1939   | 20 mei 1940       |
| 4. Armee            | Heeresgruppe B                             | Somme, Loire                               | 20 mei 1940       | 20 juni 1940      |
| 18. Armee           | Heeresgruppe B                             | Loire                                      | 20 juni 1940      | 3 juli 1940       |
| 7. Armee            | Heeresgruppe B                             | Atlantische kust                           | 3 juli 1940       | 13 september 1940 |
| 18. Armee           | Heeresgruppe B                             | Oost-Pruisen                               | 13 september 1940 | 22 april 1941     |
| 18. Armee           | Abschnittsstab Ostpreußen / Heeresgruppe C | Oost-Pruisen                               | 22 april 1941     | 21 juni 1941      |
| 18. Armee           | Heeresgruppe Nord                          | Batische staten                            | 22 juni 1941      | 16 juli 1941      |
| Panzergruppe 4      | Heeresgruppe Nord                          | Batische staten                            | 17 juli 1941      | 27 juli 1941      |
| 16. Armee           | Heeresgruppe Nord                          | Batische staten, Volchov                   | 28 juli 1941      | 3 december 1941   |
| 18. Armee           | Heeresgruppe Nord                          | Volchov                                    | 3 december 1941   | 15 september 1943 |
| direct onder bevel  | Heeresgruppe Nord                          |                                            | 15 september 1943 | 8 oktober 1943    |
| 16. Armee           | Heeresgruppe Nord                          | Nevel, Polotsk                             | 8 oktober 1943    | oktober 1944      |
| 18. Armee           | Heeresgruppe Nord                          | Koerland                                   | oktober 1944      | 25 januari 1945   |
| 18. Armee           | Heeresgruppe Kurland                       | Koerland                                   | 25 januari 1945   | 8 mei 1945        |

## Commandanten
| Rang                    | Naam               | Begin             | Eind              |
| ----------------------- | ------------------ | ----------------- | ----------------- |
| Luitenant-generaal      | Walter Petzel      | 1 september 1939  | 25 oktober 1939   |
| Luitenant-generaal      | Kuno-Hans von Both | 26 oktober 1939   | 3 maart 1942      |
| Generaal der Cavalerie  | Phillip Kleffel    | 3 maart 1942      | 1 april 1943      |
| Luitenant-generaal      | Otto Wöhler        | 1 april 1943      | 15 augustus 1943  |
| Generaal der Cavalerie  | Phillip Kleffel    | 15 augustus 1943  | 17 september 1943 |
| Luitenant-generaal      | Martin Grase       | 17 september 1943 | 1 januari 1944    |
| Generaal der Infanterie | Carl Hilpert       | 1 januari 1944    | 20 januari 1944   |
| Luitenant-generaal      | Walter Hartmann    | 20 januari 1944   | 1 mei 1944        |
| Generaal der Infanterie | Carl Hilpert       | 1 mei 1944        | 1 augustus 1944   |
| Luitenant-generaal      | Theodor Busse      | 1 augustus 1944   | 9 januari 1945    |
| Luitenant-generaal      | Friedrich Fangohr  | 20 januari 1945   | 21 april 1945     |
| Luitenant-generaal      | Christian Usinger  | 21 april 1945     | 8 mei 1945        |

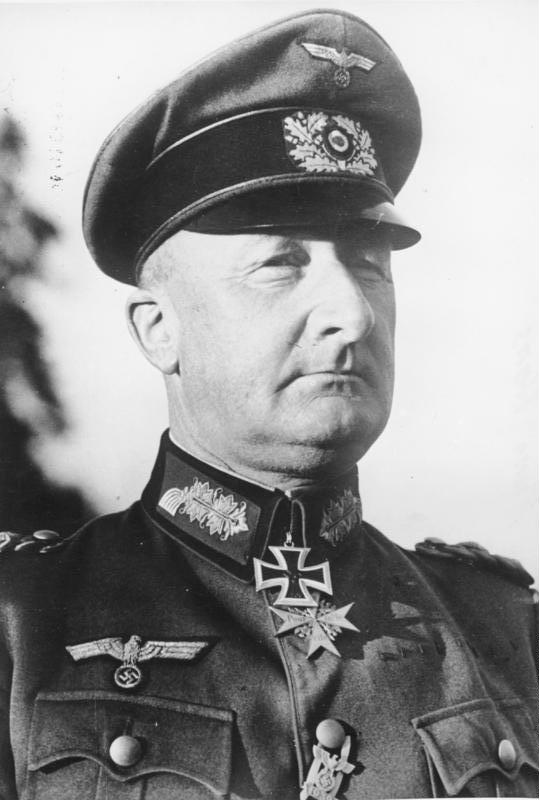
Generaal Kuno-Hans von Both

Op 1 oktober 1939 werd Walter Petzell tot Generaal der Artillerie bevorderd. Luitenant-generaal Kuno von Both kreeg tijdelijk het commando over het 1ste korps. Op 1 juni 1940 werd hij tot Generaal der Infanterie bevorderd, waarbij hij het feitelijke commando over het korps kreeg. Bij zijn bevordering tot Generaal der Infanterie op 1 juni 1943 kreeg Otto Wöhler het feitelijke bevel over het korps.
Luitenant-generaal Martin Grase, luitenant-generaal Theodor Busse en luitenant-generaal Friedrich Fangohr kregen tijdelijk het commando over het 1ste korps. Enkel na hun bevordering tot Generaal der Infanterie, respectievelijk op 1 november 1943 en 9 november 1944 en 16 maart 1945, kregen ze ook het feitelijke commando over het korps.